# Ignasi Doñate i Sanglas
Ignasi Doñate i Sanglas (Cornellà de Llobregat, 29 de gener de 1948) és un advocat laboralista i de dret ambiental, polític i activista cultural català.
Llicenciat en Dret per la Universitat de Barcelona, encapçalà la defensa judicial de diversos treballadors durant les revoltes obreres del Baix Llobregat durant el decenni del 1970, així com de militants independentistes catalans pertanyent a l'organització armada Terra Lliure. A més a més, el 1986 dirigí una querella ambiental contra la Central Tèrmica de Cercs; resultà la primera sentència condemnatòria contra delictes ambientals en la història d'Espanya. Durant el darrer terç de segle també contribuí, amb el seu despatx a Cornellà, en una major definició de la línia política i jurídica del Col·lectiu Ronda.
Al llarg de la seva trajectòria ocupà també els càrrecs de director del Consell Català de l'Esport, director general de la Projecció Internacional de les Organitzacions Catalanes, president de la Federació d'Organitzacions Catalanes Internacionalment Reconegudes i també la presidència del Comitè Olímpic de Catalunya.
En el seu vessant municipalista, ha publicat diverses obres sobre la història de Cornellà de Llobregat a través l'Avenç de Cornellà —entitat que també presidí— i fou regidor d'Esquerra Republicana d'aquest mateix municipi durant bona part de la legislatura municipal 2015-2019.